# Burg Vajdahunyad

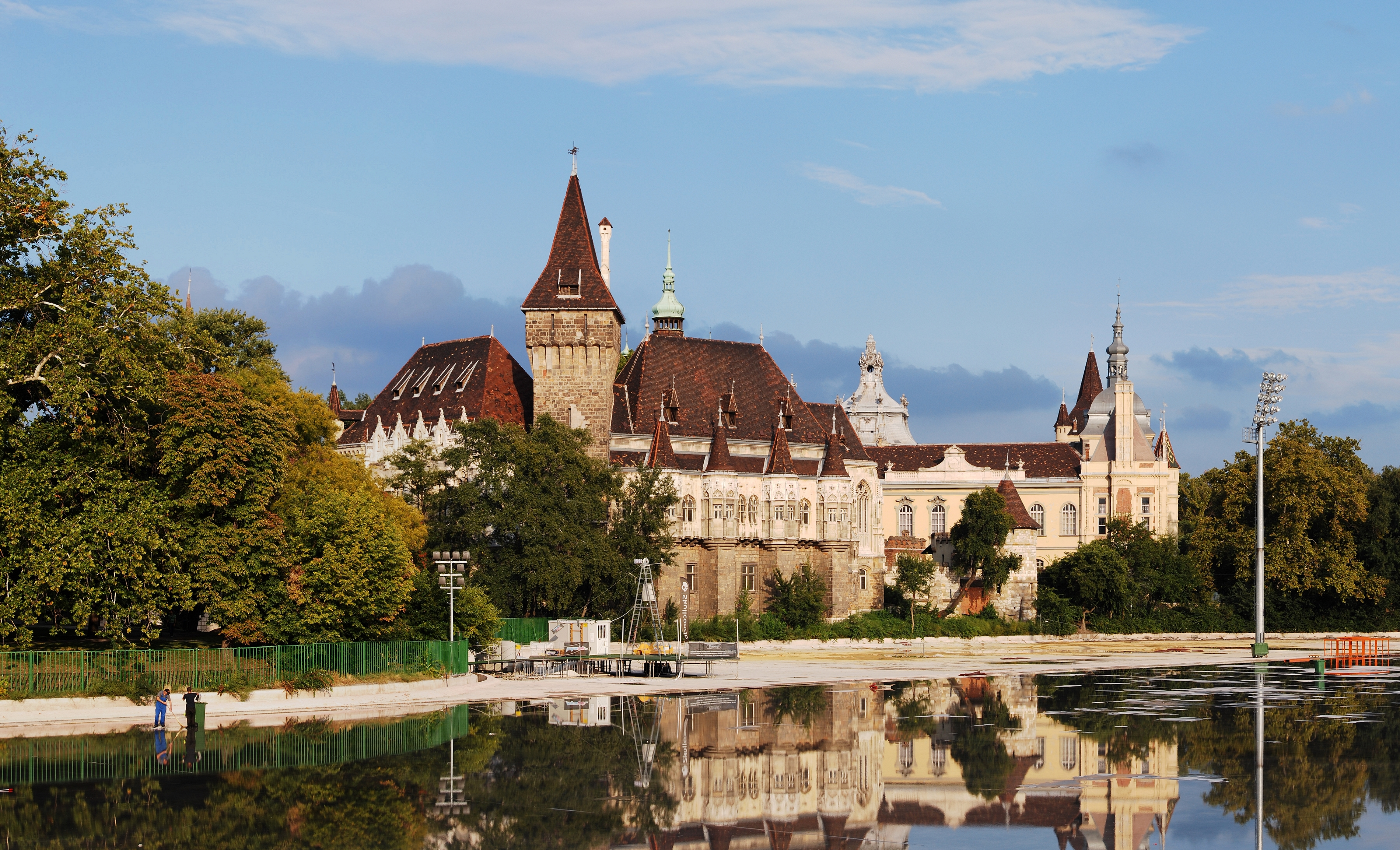
Burg Vajdahunyad, Ansicht von Nordwesten (2013)

Die Burg Vajdahunyad (ungarisch Vajdahunyad vára) ist eine historisierte Burg im Stadtwäldchen in der ungarischen Hauptstadt Budapest. Sie entstand 1896 im Rahmen der Budapester Millenniumsausstellung zunächst als temporärer Bau und wurde von 1901 bis 1907 in ihrer heutigen Form unter Leitung von Ignác Alpár errichtet. Seit 1907 beherbergt sie das Ungarische Landwirtschaftsmuseum.

## Lage
Die Burg Vajdahunyad befindet sich unweit des Heldenplatzes im Zentrum des Budapester Stadtwäldchens. Die Burg liegt auf der Insel Széchenyi-sziget innerhalb des künstlich angelegten Stadtwäldchen-Sees (Városligeti-tó), der unter anderem im Winter als Schlittschuhbahn genutzt wird. Sie ist über vier Brücken mit dem Rest des Parks verbunden. Das repräsentative Burgtor liegt auf der Nordwestseite des Geländes.

## Geschichte

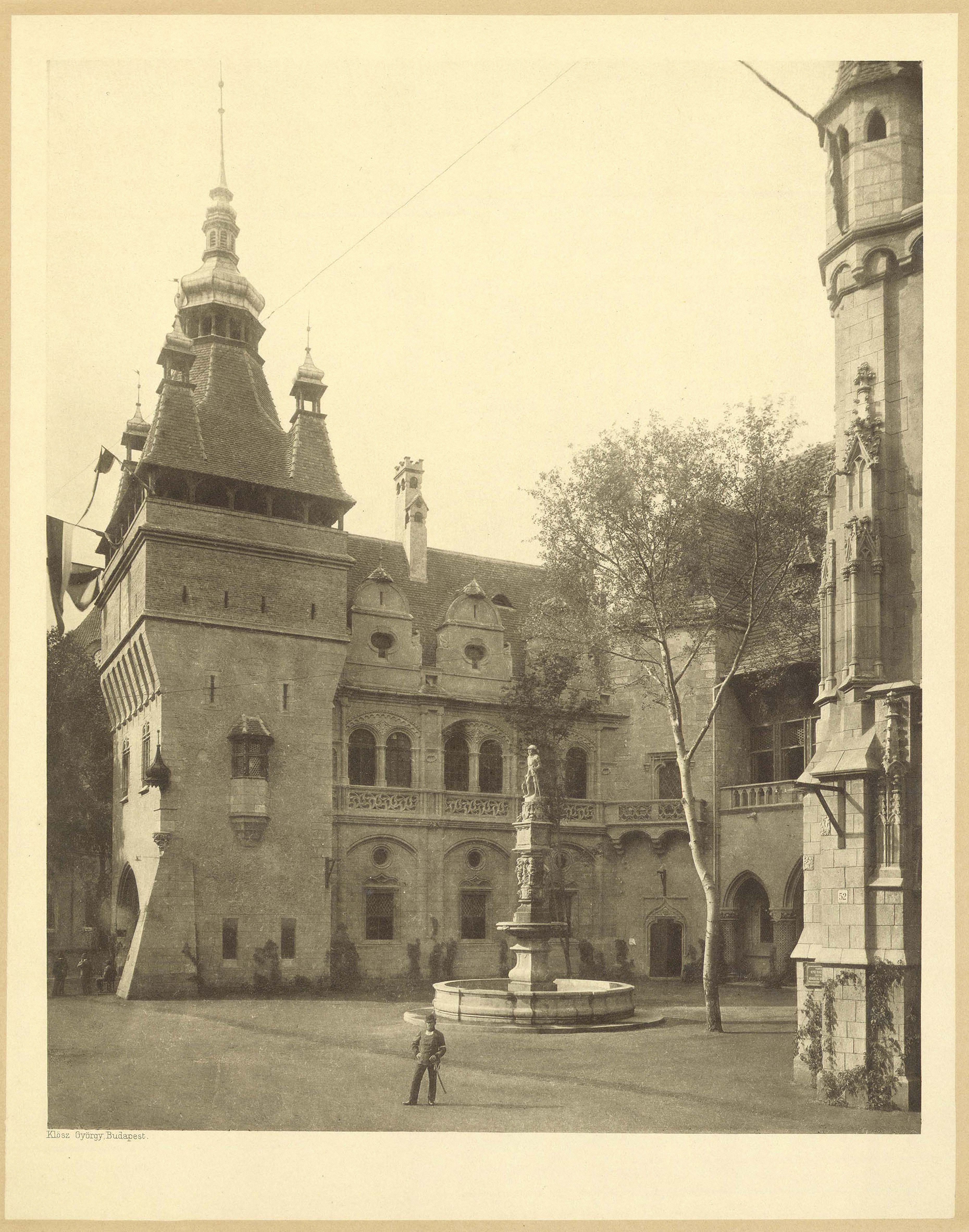
Blick auf den gotischen Flügel der Burg Vajdahunyad vor dem Umbau (1900)

Anlässlich der Feiern zum tausendjährigen Jubiläum der ungarischen Landnahme unter Árpád, deren Mittelpunkt die Millenniumsausstellung im Stadtwäldchen bilden sollte, wurde 1893 ein Architektenwettbewerb für die zentrale Pavillongruppe der Ausstellung ausgeschrieben. In der zweiten Runde, in der „originalgetreue Nachbildungen“ ungarischer Nationalbauwerke gefordert waren, setzte sich Ignác Alpárs Entwurf durch. Im Zentrum der Pläne stand ein Nachbau des Hauptflügels der mittelalterlichen Burg Hunedoara (ung. Vajdahunyadi vár) in Siebenbürgen. Der Name Burg Vajdahunyad setzte sich aber schnell für den gesamten Gebäudekomplex durch.
Alpár gruppierte die Anlage nach dem Baustil der Pavillons in drei Teile: romanische, gotische und Renaissance- bzw. Barockbauten. Neben der Burg Vajdahunyad dienten zahlreiche weitere Bauwerke im Königreich Ungarn als Vorbilder. Zu den romanischen und gotischen Bauten zählten das Portal der Abteikirche St. Georg in Ják, die Kapelle von Csütörtökhely (heute Spišský Štvrtok, Slowakei) und das Katherinentor in Brassó (heute Brașov, Rumänien). Die Renaissance- und Barockelemente waren von mehreren Bauten in Oberungarn inspiriert. Die Innenausstattung im barocken Gebäudeteil wurde von der Firma Friedrich Otto Schmidt gefertigt und ist der Einrichtung des Schloss Esterházy in Fertőd nachempfunden.
Die Burg Vajdahunyad wurde 1896 zunächst als temporärer Bau für die Millenniumsausstellung errichtet und sollte anschließend wieder abgetragen werden. Aufgrund ihrer hohen Popularität bewilligte das ungarische Parlament im Jahr 1900 aber 2,4 Millionen Kronen „zum Bau eines permanenten Gebäudes [für] das Landwirtschaftsmuseum“. Der Umbau der Burg Vajdahunyad mit dauerhaftem Material begann 1901 abermals unter Leitung von Ignác Alpár. Die feierliche Eröffnung, bei der auch das Landwirtschaftsmuseum den Bau bezog, erfolgte am 9. Juni 1907.
Im Zweiten Weltkrieg wurde das Gebäude 1944/45 von sechs Bomben getroffen, wobei der Renaissance- und Barockflügel beschädigt wurde. Die Sanierung, an der unter anderem Alfréd Hajós beteiligt war, wurde 1948 abgeschlossen. Während der Kämpfe des Ungarischen Volksaufstands erlitt die Burg erneut Schäden und wurde erst von 1978 bis 1985 vollständig wiederaufgebaut. Seit 1991 ist die Burg Vajdahunyad ein geschütztes Baudenkmal.

## Architektur
Die Burg Vajdahunyad gilt als bedeutende Vertreterin des ungarischen Historismus. Im Gebäudekomplex finden sich zahlreiche Baustile auf engerem Raum, von der Romanik über die Gotik und Renaissance bis zum Barock.
Während sich die romanischen und gotischen Gebäudeteile um den stilprägenden Nachbau der Burg Hunedoara gruppieren, ist der große Gebäudeteil im Renaissance- und Barockstil nicht direkt einem anderen Gebäude nachempfunden. Alpár ließ sich beim Entwurf des schlossähnlichen Baus von den Werken der Barockbaumeister Johann Lucas von Hildebrandt und Johann Bernhard Fischer von Erlach inspirieren.

## Museum

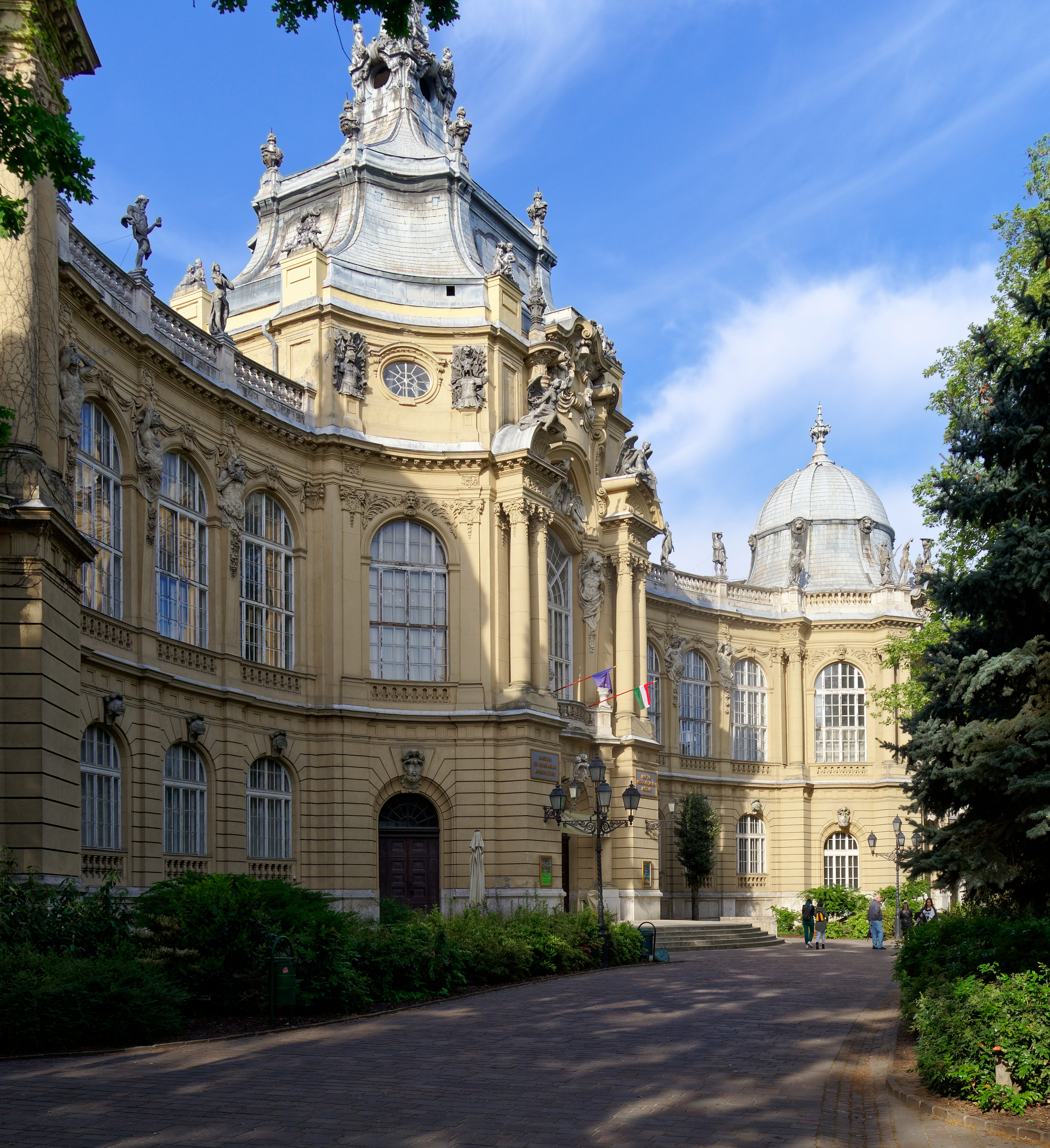
Eingangsbereich des Landwirtschaftsmuseums

Das ungarische Landwirtschaftsmuseum (Magyar Mezőgazdasági Múzeum) nimmt den größten Teil der rechts vom Burgtor gelegenen Gebäudeflügel ein. Es umfasst eine neunteilige Dauerausstellung und wechselnde Sonderausstellungen. Hier werden bäuerliches Handwerkszeug, Landmaschinen und andere Objekte der ungarischen Land- und Forstwirtschaft ausgestellt. Die Ausstellung widmet sich auch der Fischerei, dem Weinbau, der Viehzucht und der ungarischen Flora. Das Museum hat jährlich etwa 200.000 Besucher (Stand: 2007).
Neben dem Landwirtschaftsmuseum ist die neoromanische Kapelle, die der Abteikirche von Ják nachempfunden ist, Besuchern zugänglich. Seit 2015 können der Turm des Burgtors und der Apostelturm (nach dem Vorbild des Stundturms von Sighișoara/Segesvár/Schäßburg) bestiegen werden.